# Vicepresidente de El Salvador
El vicepresidente de la República de El Salvador es un cargo político en el gobierno de la República de El Salvador que se elige simultáneamente con el cargo de Presidente de El Salvador.

## Lista de Vicepresidentes
A continuación se incluye una lista de los titulares de cargos. La lista puede no estar completa. 

### Antes de la constitución de 1962
| Vicepresidentes                                     | Inicio                   | Fin                                                        | Presidente                         | Notas                |
| --------------------------------------------------- | ------------------------ | ---------------------------------------------------------- | ---------------------------------- | -------------------- |
| Pedro José Arce y Fagoaga                           | Septiembre de 1842       | 20 de diciembre de 1843                                    | Juan José Guzmán                   | [ 1 ]                |
| Pedro José Arce y Fagoaga                           | Septiembre de 1842       | 20 de diciembre de 1843                                    | Cayetano Antonio Molina y Lara     | [ 1 ]                |
| Pedro José Arce y Fagoaga                           | 20 de diciembre de 1843  | 29 de diciembre de 1843                                    | Vicepresidente                     | [ 1 ]                |
| Pedro José Arce y Fagoaga                           | 29 de diciembre de 1843  | 1 de enero de 1844                                         | Cayetano Antonio Molina y Lara     | [ 1 ]                |
| Pedro José Arce y Fagoaga                           | 1 de enero de 1844       | 1 de febrero de 1844                                       | Vicepresidente                     | [ 1 ]                |
| Joaquín Eufrasio Guzmán                             | 1 de febrero de 1844     | 15 de febrero de 1845                                      | Fermín Palacios                    | [ 2 ]                |
| Joaquín Eufrasio Guzmán                             | 1 de febrero de 1844     | 15 de febrero de 1845                                      | Francisco Malespín                 | [ 2 ]                |
| Joaquín Eufrasio Guzmán                             | 15 de febrero de 1845    | 1 de febrero de 1846                                       | Vicepresidente                     | [ 2 ]                |
| José Campo y Pomar                                  | 1 de febrero de 1846     | 21 de febrero de 1846                                      | Fermín Palacios                    | [ 3 ]                |
| José Campo y Pomar                                  | 21 de febrero de 1846    | 12 de julio de 1846                                        | Eugenio Aguilar                    | [ 3 ]                |
| José Campo y Pomar                                  | 12 de julio de 1846      | 21 de julio de 1846                                        | Fermín Palacios                    | [ 3 ]                |
| José Campo y Pomar                                  | 21 de julio de 1846      | 1 de febrero de 1848                                       | Eugenio Aguilar                    | [ 3 ]                |
| José Félix Quirós                                   | 1 de febrero de 1848     | 3 de febrero de 1848                                       | Tomás Medina Menéndez              | [ 4 ] [ 5 ]          |
| José Félix Quirós                                   | 3 de febrero de 1848     | 7 de febrero de 1848                                       | Vicepresidente                     | [ 4 ] [ 5 ]          |
| José Félix Quirós                                   | 7 de febrero de 1848     | 1 de febrero de 1850                                       | Doroteo Vasconcelos                | [ 4 ] [ 5 ]          |
| José Félix Quirós                                   | 7 de febrero de 1848     | 1 de febrero de 1850                                       | Ramón Rodríguez                    | [ 4 ] [ 5 ]          |
| José Félix Quirós                                   | 1 de febrero de 1850     | 1 de marzo de 1851                                         |                                    |                      |
| José Félix Quirós                                   | 1 de febrero de 1850     | 1 de marzo de 1851                                         | Doroteo Vasconcelos                |                      |
| José Félix Quirós                                   | 1 de febrero de 1850     | 1 de marzo de 1851                                         | Francisco Dueñas Díaz              |                      |
| José Félix Quirós                                   | 1 de marzo de 1851       | 3 de mayo de 1851                                          | Vicepresidente                     |                      |
| José Félix Quirós                                   | 3 de mayo de 1851        | 1 de febrero de 1852                                       | Francisco Dueñas Díaz              |                      |
| José Félix Quirós                                   | 3 de mayo de 1851        | 1 de febrero de 1852                                       | José María San Martín              |                      |
| Tomás Medina                                        | 1 de febrero de 1852     | 1 de febrero de 1854                                       | Francisco Dueñas                   | [ 6 ]                |
| José Mariano Hernández                              | 1 de febrero de 1854     | 26 de septiembre de 1854                                   | Vicente Gómez                      | [ 7 ] [ 3 ] [ 8 ]    |
| José Mariano Hernández                              | 1 de febrero de 1854     | 26 de septiembre de 1854                                   | José María San Martín              | [ 7 ] [ 3 ] [ 8 ]    |
| José Mariano Hernández                              | 26 de septiembre de 1854 | 13 de noviembre de 1854                                    | Vicepresidente                     | [ 7 ] [ 3 ] [ 8 ]    |
| José Mariano Hernández                              | 14 de noviembre de 1854  | 1 de febrero de 1856                                       | José María San Martín              | [ 7 ] [ 3 ] [ 8 ]    |
| Francisco Dueñas                                    | 1 de febrero de 1856     | 12 de febrero de 1856                                      | Vicepresidente                     | [ 9 ]                |
| Francisco Dueñas                                    | 12 de febrero de 1856    | 12 de mayo de 1856                                         | Rafael Campo                       | [ 9 ]                |
| Francisco Dueñas                                    | 12 de mayo de 1856       | 19 de julio de 1856                                        | Vicepresidente                     | [ 9 ]                |
| Francisco Dueñas                                    | 19 de julio de 1856      | 1 de febrero de 1858                                       | Rafael Campo                       | [ 9 ]                |
| Joaquín Eufrasio Guzmán                             | 1 de febrero de 1858     | 1 de febrero de 1859                                       | Lorenzo Zepeda                     | [ 2 ] [ 10 ]         |
| Joaquín Eufrasio Guzmán                             | 24 de enero de 1859      | 15 de febrero de 1859                                      | Miguel Santín del Castillo         | [ 2 ] [ 10 ]         |
| Joaquín Eufrasio Guzmán                             | 15 de febrero de 1859    | 12 de marzo de 1859                                        | Vicepresidente                     | [ 2 ] [ 10 ]         |
| Joaquín Eufrasio Guzmán                             | 12 de marzo de 1859      | 1 de febrero de 1860                                       | Gerardo Barrios                    | [ 2 ] [ 10 ]         |
| José Félix Quirós                                   | 1 de febrero de 1860     | 26 de octubre de 1863                                      | Gerardo Barrios                    | [ 2 ]                |
| José Félix Quirós                                   | 1 de febrero de 1860     | 26 de octubre de 1863                                      | José María Peralta                 | [ 2 ]                |
| José Félix Quirós                                   | 1 de febrero de 1860     | 26 de octubre de 1863                                      | Gerardo Barrios                    | [ 2 ]                |
|                                                     |                          |                                                            | Francisco Dueñas                   |                      |
| Gregorio Arbizú                                     | 1 de febrero de 1865     | 1 de febrero de 1869                                       | Francisco Dueñas                   |                      |
| José María Parrilla                                 | 1 de febrero de 1869     | 15 de abril de 1871                                        | Francisco Dueñas                   | [ 11 ]               |
|                                                     |                          |                                                            | Santiago González                  |                      |
| Manuel Méndez                                       | 1 de febrero de 1872     | 1 de mayo de 1872                                          | Vicepresidente                     | [ 2 ]                |
| Manuel Méndez                                       | 1 de mayo de 1872        | 1 de septiembre de 1872 (asesinado)                        | Santiago González                  | [ 2 ]                |
|                                                     |                          |                                                            | Santiago González                  |                      |
| Santiago González                                   | 1 de febrero de 1876     | 1 de mayo de 1876                                          | Andrés del Valle                   | [ 12 ]               |
|                                                     |                          |                                                            | Rafael Zaldívar                    |                      |
| Ángel Guirola                                       |                          |                                                            |                                    |                      |
| Rafael Zaldívar                                     |                          |                                                            |                                    |                      |
| Fernando Figueroa                                   |                          |                                                            |                                    |                      |
| José Rosales                                        |                          |                                                            |                                    |                      |
| Francisco Menéndez                                  |                          |                                                            |                                    |                      |
| Baltasar Estupinián                                 | 1 de marzo de 1887       | 17 de marzo de 1887 (es elegido y aceptada su renuncia)    | Francisco Menéndez                 | [ 13 ] [ 14 ] [ 15 ] |
|                                                     |                          |                                                            | Carlos Ezeta                       |                      |
| Antonio Ezeta                                       | 1 de marzo de 1891       | 9 de junio de 1894                                         | Carlos Ezeta                       | [ 4 ] [ 16 ]         |
|                                                     |                          |                                                            | Rafael Antonio Gutiérrez           |                      |
| Prudencio Alfaro                                    | 1 de marzo de 1895       | 14 de noviembre de 1898                                    | Rafael Antonio Gutiérrez           | [ 4 ] [ 17 ]         |
|                                                     |                          |                                                            | Tomás Regalado                     |                      |
| Francisco Antonio Reyes                             | 1 de marzo de 1899       | 1 de marzo de 1903                                         | Tomás Regalado                     | [ 18 ] [ 19 ]        |
| Calixto Velado                                      | 1 de marzo de 1903       | 1 de marzo de 1907                                         | Pedro José Escalón                 | [ 20 ]               |
| Manuel Enrique Araujo                               | 1 de marzo de 1907       | 1 de marzo de 1911                                         | Fernando Figueroa                  | [ 21 ]               |
| Onofre Durán                                        | 1 de marzo de 1911       | 8 de febrero de 1913 (renuncia tras muerte del presidente) | Manuel Enrique Araujo              | [ 22 ]               |
|                                                     |                          |                                                            | Carlos Meléndez                    |                      |
| Alfonso Quiñónez Molina                             |                          |                                                            |                                    |                      |
| Alfonso Quiñónez Molina                             | 1 de marzo de 1915       | 21 de diciembre de 1918                                    | Carlos Meléndez                    | [ 23 ]               |
| Alfonso Quiñónez Molina                             | 21 de diciembre de 1918  | 1 de marzo de 1919                                         | Vicepresidente                     |                      |
| Alfonso Quiñónez Molina                             | 1 de marzo de 1919       | 1 de marzo de 1923                                         | Jorge Meléndez                     | [ 24 ]               |
| Pío Romero Bosque                                   | 1 de marzo de 1923       | 1 de marzo de 1927                                         | Alfonso Quiñónez Molina            | [ 25 ]               |
| Gustavo Vides                                       | 1 de marzo de 1927       | 1 de marzo de 1931                                         | Pío Romero Bosque                  | [ 26 ]               |
| Maximiliano Hernández Martínez                      | 1 de marzo de 1931       | 2 de diciembre de 1931 (golpe de Estado)                   | Arturo Araujo                      | [ 27 ]               |
| Maximiliano Hernández Martínez                      | 2 de diciembre de 1931   | 4 de diciembre de 1931                                     | Directorio cívico                  | [ 27 ]               |
| Maximiliano Hernández Martínez                      | 4 de diciembre de 1931   | 28 de agosto de 1934                                       | Vicepresidente                     | [ 27 ]               |
|                                                     |                          |                                                            | Andrés Ignacio Menéndez            |                      |
| Andrés Ignacio Menéndez                             | 1 de marzo de 1935       | 9 de mayo de 1944                                          | Maximiliano Hernández Martínez     | [ 28 ]               |
| Andrés Ignacio Menéndez                             | 9 de mayo de 1944        | 21 de octubre de 1944                                      | Vicepresidente                     | [ 28 ]               |
|                                                     |                          |                                                            | Osmín Aguirre y Salinas            |                      |
| Manuel Adriano Vilanova                             | 1 de marzo de 1945       | 14 de diciembre de 1948 (golpe de Estado)                  | Salvador Castaneda Castro          | [ 29 ] [ 30 ]        |
|                                                     |                          |                                                            | Consejo de Gobierno Revolucionario |                      |
| Reynaldo Galindo Pohl                               | 14 de septiembre de 1950 | 14 de septiembre de 1956                                   | Óscar Osorio                       | [ 8 ]                |
| Humberto Acosta                                     | 14 de septiembre de 1956 | 26 de octubre de 1960                                      | José María Lemus                   | [ 8 ]                |
|                                                     |                          |                                                            | Junta de gobierno                  |                      |
|                                                     |                          |                                                            | Directorio Cívico-Militar          |                      |
| Francisco José Guerrero y Salvador Ramírez Siliezar | 25 de enero de 1962      | 1 de julio de 1962                                         | Rodolfo Cordón                     | [ 31 ]               |

### 1962-1979
| Vicepresidente             | Inicio             | Fin                   | Presidente                      | Notas |
| -------------------------- | ------------------ | --------------------- | ------------------------------- | ----- |
| Francisco Roberto Lima     | 1 de julio de 1962 | 1 de julio de 1967    | Julio Adalberto Rivera Carballo |       |
| Humberto Guillermo Cuestas | 1 de julio de 1967 | 1 de julio de 1972    | Fidel Sánchez Hernández         |       |
| Enrique Mayorga Rivas      | 1 de julio de 1972 | 1 de julio de 1977    | Arturo Armando Molina           |       |
| Julio Ernesto Astacio      | 1 de julio de 1977 | 15 de octubre de 1979 | Carlos Humberto Romero          |       |

### 1982-1984
| Vicepresidentes                                                          | Inicio            | Fin                | Presidente    | Notas                                        |
| ------------------------------------------------------------------------ | ----------------- | ------------------ | ------------- | -------------------------------------------- |
| Raúl Molina Martínez, Mauricio Gutiérrez Castro, Pablo Mauricio Alvergue | 2 de mayo de 1982 | 1 de junio de 1984 | Álvaro Magaña | Tres vicepresidentes del gobierno de unidad. |

### Desde 1984 al presente
| Vicepresidentes                     | Inicio                 | Fin                    | Presidente                   | Notas  |
| ----------------------------------- | ---------------------- | ---------------------- | ---------------------------- | ------ |
| Rodolfo Antonio Castillo Claramount | 1 de junio de 1984     | 1 de junio de 1989     | José Napoleón Duarte         | [ 33 ] |
| José Francisco Merino López         | 1 de junio de 1989     | 1 de junio de 1994     | Alfredo Cristiani            | [ 33 ] |
| Enrique Borgo Bustamante            | 1 de junio de 1994     | 1 de junio de 1999     | Armando Calderón Sol         | [ 33 ] |
| Carlos Quintanilla Schmidt          | 1 de junio de 1999     | 1 de junio de 2004     | Francisco Flores Pérez       | [ 33 ] |
| Ana Vilma de Escobar                | 1 de junio de 2004     | 1 de junio de 2009     | Antonio Saca                 | [ 33 ] |
| Salvador Sánchez Cerén              | 1 de junio de 2009     | 1 de junio de 2014     | Mauricio Funes               | [ 33 ] |
| Óscar Ortiz                         | 1 de junio de 2014     | 1 de junio de 2019     | Salvador Sánchez Cerén       | [ 34 ] |
| Félix Ulloa                         | 1 de junio de 2019     | 1 de diciembre de 2023 | Nayib Bukele                 | [ 35 ] |
| Vacante                             | 1 de diciembre de 2023 | 1 de junio de 2024     | Claudia Rodríguez de Guevara | [ 35 ] |
| Félix Ulloa                         | 1 de junio de 2024     | En el cargo            | Nayib Bukele                 |        |